# Об'єднане управління цивільної авіації
Об'єднане управління цивільної авіації (англ. Joint Aviation Authorities (JAA)) була пов'язуючим органом ECAC, що представляла регуляторні органи цивільної авіації для низки країн Європи, які погодилися співпрацювати у розробці та впровадженню спільних стандартів безпеки та процедур. Вона безпосередньо не була регуляторним органом, управління провадилося через органи влади.
В імплементації так званого Звіту FUJA, JAA вступила у нову фазу, починаючи 1 січня 2007 року. У цій новій фазі колишня "JAA" мала стати "JAA T" (англ. Transition). JAA T складалася з Відділу Зв'язків (англ. Liaison Office, JAA LO) та Офісу Навчань (англ. Training Office, JAA TO). Офіси JAA LO були розташовані у приміщеннях Європейської Агенції Авіаційної Безпеки (EASA) у Кельні, Німеччина.
JAA починалася як англ. Joint Airworthiness Authorities у 1970 році. На початках, її метою було лише випускати загальні коди сертифікації для великих літаків та для двигунів задля задоволення потреб європейської індустрії та міжнародних консорціумів (наприклад, Airbus). Після 1987 року її повноваження розширили до оперування, управління, ліцензування та сертифікації/розробки стандартів всіх класів літальних апаратів.
Прийняття положення (EC) No 1592/2002  Європейським Парламентом та Радою Європейського Союзу (ЄС) та подальше заснування EASA створили регуляторний орган для всієї Європи, що мав перебрати більшість функцій JAA (у членів EASA). Із заснуванням EASA деякі члени  JAA не з ЄС стали членами EASA без права голосу, в той час як інші були повністю виключені із законодавчого та виконавчого процесу. Серед функцій, щоб були передані, були сертифікування безпеки та екологічності за типом літального апарата, двигунів, комплектуючих та затвердження їх. З часом також було додано інші обов'язки.
У 2009 році, JAA розформовано. Лишилася тільки навчальна організація, JAA-TO. 

## Країни-учасниці JAA

### Члени поза ЄС
Кандидати відмічені * (на Січень 2008)
- Албанія*
- Азербайджан*
- Боснія і Герцеговина
- Грузія
- Ісландія
- Македонія
- Молдова
- Чорногорія*
- Монако
- Норвегія
- Сербія*
- Швейцарія
- Туреччина
- Україна*

### Члени ЄС
- Австрія
- Бельгія
- Болгарія
- Хорватія
- Кіпр
- Чехія
- Данія
- Естонія
- Фінляндія
- Франція
- Німеччина
- Греція
- Угорщина
- Ірландія
- Італія
- Латвія
- Ліхтенштейн
- Литва
- Люксембург
- Мальта
- Польща
- Португалія
- Румунія
- Словаччина
- Словенія
- Іспанія
- Швеція
- Нідерланди

## Див. Також
- Євроконтроль
- Європейська агенція авіаційної безпеки
- Європейська конференція цивільної авіації
- Федеральне авіаційне управління США
- Спільні авіаційні вимоги

## Зовнішні посилання
- JAA historical reference
- JAA Training Organisation Web site
- SKYbrary: The single point of reference in the network of aviation safety knowledge